# Xã Jackson, Quận Nodaway, Missouri
Xã Jackson (tiếng Anh: Jackson Township) là một xã thuộc quận Nodaway, tiểu bang Missouri, Hoa Kỳ. Năm 2010, dân số của xã này là 986 người.